# Copa do Brasil 2020
De Copa do Brasil 2020 is de 32e ditie van de Copa do Brasil en werd gespeeld van 5 februari  2020 tot 7 maart 2021. De winnaar plaatst zich voor de Copa Libertadores 2021 en de Supercopa do Brasil 2021. Door de coronacrisis ligt de competitie voor onbepaalde  tijd stil waardoor de winnaar pas in het kalenderjaar 2021 bekend was. Palmeiras werd de uiteindelijke winnaar.
Aan deze competitie nemen 91 teams mee die zich hadden gekwalificeerd via het winnen van de Staatkampioenschappen (70) of via de CBF-ranking (10), via deelname aan de Copa Libertadores 2019 (8) en de winnaars van de Copa do Nordeste 2019, Copa Verde 2019 en Série B 2019. Deze laatste drie en de deelnemers van de Copa Libertadores komen pas in actie vanaf de 1/8ste finale. 

## Competitieopzet
De Copa do Brasil is in zijn geheel opgezet volgens het knock-outsysteem. Dit betekent dat elk team in de eerste ronde aan één enkele tegenstander wordt gekoppeld. In een thuis- en een uitwedstrijd maken deze teams uit wie er naar de volgende ronde doorstroomt. In de volgende rondes herhaalt dit proces zich. In de eerste twee rondes geen heen- en terugwedstrijden meer gespeeld, maar slechts één wedstrijd. De club die het laagste geklasseerd staat op de CBF-ranking krijgt het thuisvoordeel, maar bij een eventueel gelijkspel gaat de uitploeg door. Verder heeft dit toernooi, als enige in Zuid-Amerika, de regel dat uitdoelpunten zwaarder tellen bij een gelijk totaal. De winnaar van de Copa do Brasil is geplaatst voor de Copa Libertadores.

## Deelnemers

### Staatscompetities
| Staat               | Club                 | Geklasseerd als                           |
| ------------------- | -------------------- | ----------------------------------------- |
| Acre                | Atlético Acreano     | Kampioen Staatscompetitie 2019            |
| Acre                | Galvez               | Vicekampioen Staatscompetitie 2019        |
| Alagoas             | CSA                  | Kampioen Staatscompetitie 2019            |
| Alagoas             | CRB                  | Vicekampioen Staatscompetitie 2019        |
| Alagoas             | Coruripe             | 3º plaats Staatscompetitie 2019           |
| Amapá               | Santos-AP            | Kampioen Staatscompetitie 2019            |
| Amazonas            | Manaus               | Kampioen Staatscompetitie 2019            |
| Amazonas            | Fast                 | Vicekampioen Staatscompetitie 2019        |
| Bahia               | Bahia                | Kampioen Staatscompetitie 2019            |
| Bahia               | Bahia de Feira       | Vicekampioen Staatscompetitie 2019        |
| Bahia               | Atlético Alagoinhas  | 3º plaats Staatscompetitie 2019           |
| Ceará               | Ceará                | Vicekampioen Staatscompetitie 2019        |
| Ceará               | Barbalha             | Winnaar eerste fase Staatscompetitie 2019 |
| Ceará               | Caucaia              | Kampioen Copa Fares Lopes 2019            |
| Federaal District   | Gama                 | Kampioen Metropolitano 2019               |
| Federaal District   | Brasiliense          | Vicekampioen Metropolitano 2019           |
| Espírito Santo      | Vitória              | Kampioen Staatscompetitie 2019            |
| Goiás               | Atlético Goianiense  | Kampioen Staatscompetitie 2019            |
| Goiás               | Goiás                | Vicekampioen Staatscompetitie 2019        |
| Goiás               | Vila Nova            | 3º plaats Staatscompetitie 2019           |
| Maranhão            | Imperatriz           | Kampioen Staatscompetitie 2019            |
| Maranhão            | Moto Club            | Vicekampioen Staatscompetitie 2019        |
| Maranhão            | Sampaio Corrêa       | 3º plaats Staatscompetitie 2019           |
| Mato Grosso         | CEOV                 | Kampioen Staatscompetitie 2019            |
| Mato Grosso         | União Rondonópolis   | Vicekampioen Staatscompetitie 2019        |
| Mato Grosso         | Luverdense           | Kampioen Copa FMF 2019                    |
| Mato Grosso do Sul  | Águia Negra          | Kampioen Staatscompetitie 2019            |
| Mato Grosso do Sul  | Aquidauanense        | Vicekampioen Staatscompetitie 2019        |
| Minas Gerais        | Cruzeiro             | KampioenStaatscompetitie 2019             |
| Minas Gerais        | Atlético Mineiro     | Vicekampioen Staatscompetitie 2019        |
| Minas Gerais        | América Mineiro      | 3º plaats Staatscompetitie 2019           |
| Minas Gerais        | Boa Esporte          | 4º plaats Staatscompetitie 2019           |
| Pará                | Remo                 | Kampioen Staatscompetitie 2019            |
| Pará                | Independente         | vicekampioen Staatscompetitie 2019        |
| Pará                | Bragantino           | 3º plaats Staatscompetitie 2019           |
| Paraíba             | Botafogo-PB          | Kampioen Staatscompetitie 2019            |
| Paraíba             | Campinense           | Vicekampioen Staatscompetitie 2019        |
| Paraná              | Toledo               | Vicekampioen Staatscompetitie 2019        |
| Paraná              | Coritiba             | 3º plaatsStaatscompetitie 2019            |
| Paraná              | Londrina             | 4º plaats Staatscompetitie 2019           |
| Paraná              | Operário Ferroviário | 5º plaats Staatscompetitie 2019           |
| Pernambuco          | Sport do Recife      | Kampioen Staatscompetitie 2019            |
| Pernambuco          | Náutico              | Vicekampioen Staatscompetitie 2019        |
| Pernambuco          | Afogados             | 3º plaats Staatscompetitie 2019           |
| Piauí               | Ríver                | Kampioen Staatscompetitie 2019            |
| Piauí               | Altos                | Vicekampioen Staatscompetitie 2019        |
| Rio de Janeiro      | Vasco da Gama        | Vicekampioen Staatscompetitie 2019        |
| Rio de Janeiro      | Bangu                | 3º plaats Staatscompetitie 2019           |
| Rio de Janeiro      | Fluminense           | 4º plaats Staatscompetitie 2019           |
| Rio de Janeiro      | Volta Redonda        | 5º plaats Staatscompetitie 2019           |
| Rio de Janeiro      | Boavista (1)         | 5º plaats Copa Rio 2019                   |
| Rio Grande do Norte | América de Natal     | Kampioen Staatscompetitie 2019            |
| Rio Grande do Norte | ABC                  | Vicekampioen Staatscompetitie 2019        |
| Rio Grande do Sul   | Caxias               | 3º plaats Staatscompetitie 2019           |
| Rio Grande do Sul   | São Luiz             | 4º plaats Staatscompetitie 2019           |
| Rio Grande do Sul   | Novo Hamburgo        | 5º plaats Staatscompetitie 2019           |
| Rio Grande do Sul   | São José             | Vicekampioen Copa FGF 2019                |
| Rondônia            | Vilhenense           | Kampioen Staatscompetitie 2019            |
| Roraima             | São Raimundo-RR      | Kampioen Staatscompetitie 2019            |
| Santa Catarina      | Avaí                 | Kampioen Staatscompetitie 2019            |
| Santa Catarina      | Chapecoense          | Vicekampioen Staatscompetitie 2019        |
| Santa Catarina      | Brusque              | Kampioen Copa Santa Catarina 2019         |
| São Paulo           | Novorizontino        | 6º plaats Staatscompetitie 2019           |
| São Paulo           | Ferroviária          | 7º plaats Staatscompetitie 2019           |
| São Paulo           | Ponte Preta          | Vicekampioen Troféu do Interior 2019      |
| São Paulo           | Santo André          | Kampioen Série A2 2019                    |
| São Paulo           | XV de Piracicaba     | Vicekampioen Copa Paulista 2019           |
| Sergipe             | Freipaulistano       | Kampioen Staatscompetitie 2019            |
| Sergipe             | Lagarto              | Winnaar eerste fase Staatscompetitie 2019 |
| Tocantins           | Palmas               | Kampioen Staatscompetitie 2019            |

(1): Kampioen Bonsucceso verzaakte aan deelname waardoor Boavista de plaats innam. 

### CBF-ranking
| Pos. | Club              | Punten |
| ---- | ----------------- | ------ |
| 14º  | Botafogo          | 9.640  |
| 17º  | Vitória           | 7.045  |
| 26º  | Paraná            | 5.594  |
| 27º  | Figueirense       | 5.178  |
| 28º  | Paysandu          | 5.166  |
| 29º  | Juventude         | 4.763  |
| 34º  | Santa Cruz        | 4.378  |
| 36º  | Criciúma          | 4.218  |
| 38º  | Oeste             | 3.920  |
| 39º  | Brasil de Pelotas | 3.844  |

### Rechtstreeks gekwalificeerd voor de 1/8ste finale
| Staat             | Club                 | Geklasseerd als                |
| ----------------- | -------------------- | ------------------------------ |
| Ceará             | Fortaleza            | Winnaar Copa do Nordeste 2019  |
| Mato Grosso       | Cuiabá               | Winnaar Copa Verde 2019        |
| Paraná            | Athletico Paranaense | Winnaar Copa do Brasil 2019    |
| Rio de Janeiro    | Flamengo             | Winnaar Copa Libertadores 2019 |
| Rio Grande do Sul | Grêmio               | 4º plaats Brasileiro 2019      |
| Rio Grande do Sul | Internacional        | 7º plaats Brasileiro 2019      |
| São Paulo         | Palmeiras            | 3º plaats Brasileiro 2019      |
| São Paulo         | Santos               | 2º plaats Brasileiro 2019      |
| São Paulo         | São Paulo            | 6º plaats Brasileiro 2019      |
| São Paulo         | Corinthians          | 8º plaats Brasileiro 2019      |
| São Paulo         | Red Bull Bragantino  | Kampioen Série B 2019          |

## Hoofdtoernooi

### Eerste ronde
80 clubs namen deel aan de eerste ronde. De clubs werden in groepen onderverdeeld volgens de CBF-ranking en zo tegen elkaar uitgeloot. Het team dat lager gerangschikt stond kreeg het thuisvoordeel, maar in geval van gelijkspel ging het hoger gerangschikte team automatisch door naar de volgende ronde.
| Team #1             | Score. | Team #2              |
| ------------------- | ------ | -------------------- |
| XV de Piracicaba    | 1 - 0  | Londrina             |
| Coruripe            | 0 - 0  | Juventude            |
| Ríver               | 1 - 0  | Bahia                |
| São Luiz            | 0 - 0  | América de Natal     |
| Toledo              | 0 - 2  | Náutico              |
| Caxias              | 1 - 1  | Botafogo FR          |
| Palmas              | 0 - 2  | Paraná               |
| Bahia de Feira      | 3 - 1  | Luverdense           |
| Gama                | 3 - 3  | Brasil de Pelotas    |
| Manaus              | 1 - 0  | Coritiba             |
| Brusque             | 2 - 1  | Sport                |
| Freipaulistano      | 1 - 2  | Remo                 |
| Vilhenense          | 1 - 1  | Boa Esporte          |
| São Raimundo-RR     | 2 - 2  | Cruzeiro             |
| Brasiliense         | 1 - 1  | Paysandu             |
| Independente        | 2 - 3  | CRB                  |
| Vitória             | 2 - 1  | CSA                  |
| Novorizontino       | 1 - 2  | Figueirense          |
| Moto Club           | 2 - 4  | Fluminense           |
| Atlético Alagoinhas | 0 - 0  | Botafogo-PB          |
| União Rondonópolis  | 0 - 1  | Atlético Goainiense  |
| CEOV                | 0 - 0  | Santa Cruz           |
| Caucaia             | 1 - 2  | São José             |
| Boavista            | 0 - 2  | Chapecoense          |
| Bangu               | 1 - 1  | Oeste                |
| Bragantino          | 1 - 2  | Ceará                |
| Imperatriz          | 0 - 0  | Vitória              |
| Lagarto             | 1 - 0  | Volta Redonda        |
| Novo Hamburgo       | 1 - 2  | Ponte Preta          |
| Galvez              | 0 - 1  | Vila Nova            |
| Afogados            | 3 - 0  | Atlético Acreano     |
| Campinense          | 0 - 0  | Atlético Mineiro     |
| Altos               | 1 - 1  | Vasco da Gama        |
| Aquidauanense       | 0 - 1  | ABC                  |
| Santo André         | 4 - 1  | Criciúma             |
| Fast                | 0 - 2  | Goiás                |
| Ferroviária         | 2 - 0  | Avaí                 |
| Águia Negra         | 2 - 1  | Sampaio Corrêa       |
| Barbalha            | 0 - 3  | Operário Ferroviário |
| Santos-AP           | 1 - 1  | América Mineiro      |

### Tweede ronde
In geval van gelijkspel worden er strafschoppen genomen, tussen haakjes weergegeven. 
| Team #1              | Score.      | Team #2          |
| -------------------- | ----------- | ---------------- |
| XV de Piracicaba     | 1 - 1 (7-8) | Juventude        |
| Ríver                | 1 - 1 (2-3) | América de Natal |
| Náutico              | 1 - 1 (3-4) | Botafogo FR      |
| Paraná               | 3 - 2       | Bahia de Feira   |
| Brasil de Pelotas    | 1 - 0       | Manaus           |
| Brusque              | 5 - 1       | Remo             |
| Boa Esporte          | 1 - 1 (4-5) | Cruzeiro         |
| Paysandu             | 1 - 1 (3-5) | CRB              |
| Vitória              | 0 - 1       | Figueirense      |
| Fluminense           | 2 - 0       | Botafogo-PB      |
| Atlético Goainiense  | 1 - 1 (4-3) | Santa Cruz       |
| São José             | 0 - 0 (5-4) | Chapecoense      |
| Oeste                | 1 - 1 (2-4) | Ceará            |
| Vitória              | 3 - 1       | Lagarto          |
| Ponte Preta          | 0 - 0 (5-4) | Vila Nova        |
| Afogados             | 2 - 2 (7-6) | Atlético Mineiro |
| Vasco da Gama        | 1 - 0       | ABC              |
| Santo André          | 0 - 2       | Goiás            |
| Ferroviária          | 6 - 2       | Águia Negra      |
| Operário Ferroviário | 0 - 2       | América Mineiro  |

### Derde ronde
In geval van gelijkspel worden er strafschoppen genomen, tussen haakjes weergegeven. De heenwedstrijden werden op 11 en 12 maart gespeeld, hierna werd de competitie stilgelegd door de coronacrisis. Op 26 augustus werd er opnieuw gespeeld. 
| Team #1             | Tot.        | Team #2          | 1ste wed | 2de wed |
| ------------------- | ----------- | ---------------- | -------- | ------- |
| Juventude           | 2 - 2 (5-3) | América de Natal | 1 - 1    | 1 - 1   |
| Botafogo FR         | 3 - 1       | Paraná           | 1 - 0    | 2 - 1   |
| Brasil de Pelotas   | 0 - 2       | Brusque          | 0 - 1    | 0 - 1   |
| Cruzeiro            | 1 - 2       | CRB              | 0 - 2    | 1 - 1   |
| Figueirense         | 1 - 3       | Fluminense       | 1 - 0    | 0 - 3   |
| Atlético Goainiense | 2 - 1       | São José         | 2 - 0    | 0 - 1   |
| Ceará               | 5 - 3       | Vitória          | 1 - 0    | 4 - 2   |
| Ponte Preta         | 5 - 0       | Afogados         | 3 - 0    | 2 - 0   |
| Vasco da Gama       | 2 - 2 (3-2) | Goiás            | 0 - 1    | 2 - 1   |
| Ferroviária         | 0 - 1       | América Mineiro  | 0 - 0    | 0 - 1   |

### Vierde ronde
In geval van gelijkspel worden er strafschoppen genomen, tussen haakjes weergegeven.
| Team #1     | Tot.  | Team #2             | 1ste wed | 2de wed |
| ----------- | ----- | ------------------- | -------- | ------- |
| Ponte Preta | 3 - 5 | América Mineiro     | 2 - 2    | 1 - 3   |
| Brusque     | 1 - 7 | Ceará               | 0 - 2    | 1 - 5   |
| Botafogo FR | 1 - 0 | Vasco da Gama       | 1 - 0    | 0 - 0   |
| Fluminense  | 2 - 3 | Atlético Goainiense | 1 - 0    | 1 - 3   |
| Juventude   | 2 - 1 | CRB                 | 2 - 0    | 0 - 1   |

### 1/8 finale
In de 1/8ste finale stroomden de 11 reeds geplaatste teams ook in. De teams werden over twee potten verdeeld, in pot 1 zaten de clubs die aan de Copa Libertadores deelgenomen hadden en in pot 2 de andere drie reeds geplaatste teams en de vijf winnaars van de vierde ronde. In geval van gelijkspel werden strafschoppen genomen, tussen haakjes weergegeven.
| Team #1              | Tot.         | Team #2         | 1ste wed | 2de wed |
| -------------------- | ------------ | --------------- | -------- | ------- |
| Santos               | 0 - 1        | Ceará           | 0 - 0    | 0 - 1   |
| Grêmio               | 2 - 0        | Juventude       | 1 - 0    | 1 - 0   |
| Botafogo FR          | 0 - 1        | Cuiabá          | 0 - 1    | 0 - 0   |
| Fortaleza            | 5 - 5 (9-10) | São Paulo       | 3 - 3    | 2 - 2   |
| Athletico Paranaense | 2 - 4        | Flamengo        | 0 - 1    | 2 - 3   |
| Atlético Goainiense  | 2 - 4        | Internacional   | 1 - 2    | 1 - 2   |
| Red Bull Bragantino  | 1 - 4        | Palmeiras       | 1 - 3    | 0 - 1   |
| Corinthians          | 1 - 2        | América Mineiro | 0 - 1    | 1 - 1   |

### Laatste 8
De acht winnaars van de vorige ronde worden opnieuw in één pot tegen elkaar uitgeloot, ook de verdere confrontaties liggen zo vast. 
|  | kwartfinale     | kwartfinale | kwartfinale | kwartfinale |   |                 | halve finale | halve finale | halve finale | halve finale |  |        | finale | finale | finale | finale |  |  |
|  |                 |             |             |             |   |                 |              |              |              |              |  |        |        |        |        |        |  |  |
|  | Flamengo        | 1           | 0           | 1           |   |                 |              |              |              |              |  |        |        |        |        |        |  |  |
|  | São Paulo       | 2           | 3           | 5           |   |                 |              |              |              |              |  |        |        |        |        |        |  |  |
|  | São Paulo       | 2           | 3           | 5           |   | São Paulo       | 0            | 0            | 0            |              |  |        |        |        |        |        |  |  |
|  |                 |             |             |             |   | São Paulo       | 0            | 0            | 0            |              |  |        |        |        |        |        |  |  |
|  |                 | Grêmio      | 1           | 0           | 1 |                 |              |              |              |              |  |        |        |        |        |        |  |  |
|  | Cuiabá          | Grêmio      | 1           | 0           | 1 | 1               | 0            | 1            |              |              |  |        |        |        |        |        |  |  |
|  | Cuiabá          |             |             |             |   | 1               | 0            | 1            |              |              |  |        |        |        |        |        |  |  |
|  | Grêmio          | 2           | 2           | 4           |   |                 |              |              |              |              |  |        |        |        |        |        |  |  |
|  | Grêmio          | 2           | 2           | 4           |   |                 |              |              |              |              |  | Grêmio | 0      | 0      | 0      |        |  |  |
|  |                 |             |             |             |   |                 |              |              |              |              |  | Grêmio | 0      | 0      | 0      |        |  |  |
|  |                 | Palmeiras   | 1           | 2           | 3 |                 |              |              |              |              |  |        |        |        |        |        |  |  |
|  | Internacional   | Palmeiras   | 1           | 2           | 3 | 0               | 1            | 1 (5)        |              |              |  |        |        |        |        |        |  |  |
|  | Internacional   |             |             |             |   | 0               | 1            | 1 (5)        |              |              |  |        |        |        |        |        |  |  |
|  | América Mineiro | 1           | 0           | 1 (6)       |   |                 |              |              |              |              |  |        |        |        |        |        |  |  |
|  | América Mineiro | 1           | 0           | 1 (6)       |   | América Mineiro | 1            | 0            | 1            |              |  |        |        |        |        |        |  |  |
|  |                 |             |             |             |   | América Mineiro | 1            | 0            | 1            |              |  |        |        |        |        |        |  |  |
|  |                 | Palmeiras   | 1           | 2           | 3 |                 |              |              |              |              |  |        |        |        |        |        |  |  |
|  | Palmeiras       | Palmeiras   | 1           | 2           | 3 | 3               | 2            | 5            |              |              |  |        |        |        |        |        |  |  |
|  | Palmeiras       |             |             |             |   | 3               | 2            | 5            |              |              |  |        |        |        |        |        |  |  |
|  | Ceará           | 0           | 2           | 2           |   |                 |              |              |              |              |  |        |        |        |        |        |  |  |

1989 · 1990 · 1991 · 1992 · 1993 · 1994 · 1995 · 1996 · 1997 · 1998 · 1999 · 2000 · 2001 · 2002 · 2003 · 2004 · 2005 · 2006 · 2007 · 2008 · 2009 · 2010 · 2011 · 2012 · 2013 · 2014 · 2015 · 2016 · 2017 · 2018 · 2019 · 2020 · 2021 · 2022 · 2023 · 2024 · 2025